# На небесних конях
«На небесних конях» — сьомий офіційний студійний альбом українського фолк-метал гурту «Тінь Сонця», який вийшов 22 січня 2020. Його було записано на студії Sunrise у Києві.

## Про альбом
Альбом вийшов у світ 22 січня 2020, та, за традицією, гурт назвав альбом рядками зі своєї пісні. У альбомі є пісня українського бандуриста, Василя Івановича Лютого (відомого як Живосил Лютич), що називається «Мчать козаки», яка присвячувалася Іловайській трагедії. За словами Сергія Василюка з інтерв'ю Громадському радіо, він почув її ще в 2015 році у День Соборності України, та після того «довго-довго мріяв її зробити і нарешті ми (Тінь Сонця) її зробили». Також, у тому ж інтерв'ю, Сергій розказав про включення «Запорізького маршу» до альбому та згадав, що вперше гурт виконав його у Маріуполі у 2015 році.
«Нам хотілося вписати його („Запорізький марш“) в історію рок, метал культури і інтерпретувати по-своєму».

У березні 2020 гурт вирішив, що 30 відсотків від продажів цього альбому будуть направлені на захист українських степів. Так музиканти вирішили підтримати ініціативу Української природоохоронної групи за збереження степів та луків. На брифінгу в Українському кризовому медіа-центрі Сергій Василюк сказав:
«Світ козацтва, який ми оспівуємо, неможливо уявити без степів. Саме там зароджувалося козацтво і проживало свої славні часи. Чимало наших пісень присвячені степам. Тож підтримка цієї кампанії — найменший внесок який ми можемо зробити, щоб зберегти згадку про той світ».
Навесні того ж 2020 команда планувала тур Україною на підтримку альбому, та через пандемію коронавірусної хвороби тур перенесли.
28 жовтня гурт все ж таки вирушив у всеукраїнський тур на підтримку нового альбому і попрямували вони зі сходу (із зони проведення ООС) на захід.

## Критика
У рецензії на сайті MusicScore альбому дали 3 із 5 зірок, та заявляють, що «хлопці не відійшли від свого фірмового стилю, і далі творять симбіоз народних та козацьких пісень із потужним фольк-металом». Далі відмічаються такі пісні, як «Запорізький марш» «Тримайся козак» та «Мчать козаки». Проте, рецензента здивувала така велика кількість перевиданих пісень у списку композицій нового альбому, які вже були на перших двох альбомах команди. Та все ж він доходить до висновку, що «це навіть плюс для тих, хто надумає познайомитися з гуртом саме з цього альбому, і що ці перевидані пісні — справжні діаманти в творчому доробку гурту».

## Список композицій
| Стандартне видання        | Стандартне видання                        | Стандартне видання              | Стандартне видання | Стандартне видання |
| #                         | Назва                                     | Автор слів                      | Автор музики       | Тривалість         |
| ------------------------- | ----------------------------------------- | ------------------------------- | ------------------ | ------------------ |
| 1.                        | «Запорізький марш»                        |                                 | Євген Адамцевич    | 2:32               |
| 2.                        | «Тримайся, козак»                         | Жаклін Літава                   | Сергій Василюк     | 3:11               |
| 3.                        | «Мчать козаки» (переспів Живосила Лютича) | Живосил Лютич                   | Живосил Лютич      | 4:36               |
| 4.                        | «Вітер з Січі»                            | Олексій Василюк                 | Олексій Василюк    | 3:41               |
| 5.                        | «Розорана цілина»                         | Олексій Василюк                 | Олексій Василюк    | 5:43               |
| 6.                        | «Гукає дикий вітер»                       | Сергій Василюк                  | Олексій Василюк    | 6:02               |
| 7.                        | «В дикім полі»                            | Олексій Василюк                 | Олексій Василюк    | 4:26               |
| 8.                        | «Палає степ»                              | Олексій Василюк, Сергій Василюк | Олексій Василюк    | 7:03               |
| 9.                        | «Вільним небокраєм»                       | Костянтин Науменко              | Сергій Василюк     | 5:01               |
| 10.                       | «Невільничий ринок у Кафі»                |                                 | Гнат Хоткевич      | 5:49               |
| 11.                       | «Козаки»                                  | Кирило Момот                    | Кирило Момот       | 2:59               |
| 12.                       | «Гімн України»                            | Павло Чубинський                | Михайло Вербицький | 1:39               |
| Загальна тривалість 52:42 |                                           |                                 |                    |                    |

## Учасники запису
У записі альбому брали участь:
| - Сергій Василюк — вокал, бас-гітара - Антон Которович — гітара, вокал (12 трек) - Владислав Ваколюк — бандура, вокал (12 трек) - Юрій Іщенко — барабани | - Станіслав Семілєтов — гітара (треки 1-4, 10) - Софія Грабовська — скрипка (треки 7 і 10) |